# Morska biologija
Morska biologija ili biologija mora je kao nauka grana biologije koja proučava organizme u okeanima, morima i braktičnim vodama. Morska biologija se razlikuje od morske ekologije po tome što je morska ekologija usmerena na interakciju, tj. međusobno delovanje organizama i okoline, dok morska biologija proučava živa bića.
Postoji više razloga za postojanje ove discipline: Voda pokriva veći deo Zemljine površine (70,8%). Zapremina hidrosfere je 1,6 milijardi km³ od čega je 97,5% slana voda. Najveći deo slane vode (96,5%) se nalazi u svetskom moru, 0,93% je slana podzemna voda, dok se 0,006% nalazi u slanim jezerima. Samo svetsko more zauzima oko 71% zemljine površine. U tom velikom vodenom prostranstvu se mogu naći pripadnici svih carstava: bakterije, vodene gljive, morske alge, vodene cvetnice, veliki broj vrsta beskičmenjaka i hordata. Staništa koja se proučavaju u morskoj biologiji uključuju sve, od sitnih slojeva površinske vode u kojima organizmi i abiotski predmeti mogu biti zarobljeni u površinskoj napetosti između okeana i atmosfere, do dubina okeanskih rovova, ponekad 10 000 metara ili više ispod površine svetskog mora. Specifična staništa podrazumevaju koralne grebene, šume krupnih mrkih algi, livade morskih cvetnica, okolinu hidrotermalnih izvora, plimske bazene, kamenito, muljevito i peskovito morsko dno, kao i pelagijsku zonu (sloboda zona mora). Organizmi koji se mogu naći se kreću od mikroskopskih fitoplanktonski i zooplanktonskih, pa sve do ogromnih kitova od 25 do 32 metara u dužini.
Morski život i okean uopšte predstavlja ogroman resurs. Ima veliki značaj u proizvodnji hrane, lekova i utiče na razvoj turizma. Na osnovnom nivou, morski život pomaže da se utvrdi sama priroda naše planete. Morski organizmi značajno doprinose ciklusu kruženja materije i uključeni su u regulaciju Zemljine klime. Obale su delom oblikovane i zaštićene morskim životom, a pojedini morski organizmi pomažu u stvaranju nove zemlje i obnavljanju oštećenih ekosistema.
Biologija mora je jedna vrlo stara disciplina, ali je još uvek veliki deo svetskog mora i organizama koji u moru žive nepoznato.

## Istorija
Prve zapise o biologiji mora dao je grčki filozof Aristotel (384–322 BC). Mnoge od njegovih opservacija potiču iz perioda njegovog boravka na ostrvu Lesbos, uključujući njegov opis biologije mora Pira lagune, sad zaliva Kaloni. Njegova istraživanja dovela su do uspostavljanja Aristotelove biologije, koja je zasnovana na sistematskom posmatranju i prikupljanju podataka, uglavnom zooloških, u Aristotelovim knjigama o nauci. Među Aristotelovim mnogobrojnim opservacijama o biologiji mora je da hobotnica može da promeni boju kad je uznemirena.Tvrdio je da su kitovi sisari i da morski kičmenjaci mogu biti oviparni ili vivaparni.. Današnji zoolozi ga, zbog njegovog ranog istraživanja i velikim delom tačnih opservacijama, smatraju „ocem morske biologije”.
Godine 1769. Samjuel Gotlib Gmelin (1744—1774) objavio je knjigu Historia Fucorum u kojoj je pisao o morskim algama i to je prva knjiga o morskoj biologiji koja je koristila Binomnu (binarnu) nomenklaturu koju je odredio Karl Line. Britanski prirodnjak Edvard Forbs (1815—1854) se često smatra modernim pokretačem nauke o biologiji mora. Biologija mora se razvijala većom brzom od kada su ljudi počeli sa ekspedicijama po svetu čime bi se slučajno, ili sa namerom, upoznavali sa živim svetom koji je do tada ya njih bio nepoznat. Jedan od najznačajnijih istraživača i prirodnjaka je bio Čarls Darvin koji je ekspedicijom na svom brodu Bigl, na kome je postavio temelje teorije evolucije i teoriju nastanka koralnih grebena. Još jedna važna ekspedicija sa prirodnjacima Henrijem Notidž Mozli (1844—1891) i Rudolfom Volemos-Zumom (1847—1875) na bordu Čelendžer, gde su napravljeni nalazi o neočekivano velikoj raznolikosti vrsta među faunom, i pokrenulo mnogo teorija o tome kako se takve vrste života mogu održavati u onome što se smatralo neprijateljskim okruženjem za život. Ova era je bila veoma značajna za razvoj morske biologije, ali naučnici nisu posedovali dovoljno razvijenu tehnologiju kako bi istražili dublje delove okeana.
Otvaranjem prvih laboratorija vezanih za morsku biologiju pomoglo je naučnicima da rade na uzorcima koje bi prikupili i na taj način dolazili do boljih rezultata u svojim istraživanjima. Prva laboratorija, Station biologique de Roscoff, otvorena je u Francuskoj 1873. godine. U SAD se 1903.godine otvorio Institut za okeanografiju Skrips. Razvoj tehnologije poput zvučne navigacije, ronilačke opreme, podmornica i vozila na daljinu omogućio je morskim biolozima da otkriju i istražuju život u dubokim okeanima za koji se nekada mislilo da ne postoji.

## Život u svetskom moru

### Mikroskopski život
Kao stanovnici najvećeg ekosistema na Zemlji, morski mikroorganizmi pokreću promene u svakom globalnom sistemu. Mikroorganizmi su odgovorni za gotovo svu fotosintezu koja se događa u okeanu, kao i za kretanje ugljenika, azota, fosfora i drugih hranljivih sastojaka i elemenata u tragovima. Ako se govori o mikrobima koji naseljavaju vodeni stub okeana, mikroorganizmi su podeljeni na fitoplankton, zooplankton, bakterioplankton, mikoplankton i ihtioplankton.
Fitoplankton obuhvata sve organizme koji slobodno lebde u vodenom stubu okeana ili jezera i da pri tome i vrše fotosintezu. Tu spadaju pripadnici cijanobakterija (Cyanophyta), alge razdela Cryptophyta, Dinophyta, Chlorophyta, Bacillariophyta. Fitoplankton predstavlja najveći proizvođač kiseonika uopšte, čime daleko nadmašuje tropske kišne šume Južne Amerike i Centralne Afrike. Takođe, pojedine cijanobakterije imaju sposobnost azotofiksacije, tj. prevođenja atmosferskog azota (N2) u njegove neorganske oblike koje ostali fotosinstetički organizmi mogu koristiti u procesu fotosinteze. Za ovaj proces su poznate cijanobakterije roda Trichodesmium.
Zooplankton je nešto veći i ne mora nužno biti mikroskopski. Ovde spadaju svi heterotrofni organizmi koji slobodno lebde u vodenom stubu okeana, poput velikog broja Protozoa među kojima su heterotrofni bičari, foraminifere i radiolarije. Različiti razdeli iz grupe beskičmenjaka naseljavaju plankton, poput: Placozoa, Porifera, Cnidaria, Ctenophora, Platyhelminthes, Nemetoda, Annelida, Athropoda, larve Echinodermata. Tu još spadaju i larve riba koje čine ihtioplankton.

### Alge i vodene cvetnice
Alge i biljke pružaju važna staništa za život, ponekad deluju kao skrovišta za ribe i mesta za hranjenje beskičmenjaka.
Život algi u okeanu je široko rasprostranjen i veoma raznolik. Kao što je već rečeno, mikroskopske fotosintetičke alge doprinose većem udelu svetskog fotosintetskog proizvoda nego sve zemaljske šume zajedno. Većina niša koje zauzimaju podzemne biljke na kopnu zapravo zauzimaju makroskopske alge u okeanu, kao što su mrke alge roda Sargassum i mrke alge reda Laminariales sa rodom Laminaria koje su obično poznate kao morske alge koje stvaraju šume algi. Takođe vredi pomenuti invazivnu i toksičnu vrstu Caulerpa taxifolia. Alga stvara veliku količinu otrovnih hemikalija štetnih za ribe i druge morske organizme. Poseduje sposobnost vegatativnog razmnožavanja i veliku moć adaptacije na nove uslove što je doprinelo njenom brzom širenju.
Biljke koje žive u moru često se nalaze u plitkim vodama, poput morskih trava. Morske biljke obuhvataju 12 rodova cvetnica. Primeri su biljke roda  Zostera, Thalassia, Phyllospadix, Halodule kao i vrsta Posidonia oceanica koja živi u Sredozemnom moru i formira podvodne livade. Ove biljke su se prilagodile visokom salinitetu okeanskog okruženja. Intertidalna zona je takođe dobro mesto za pronalazak biljnog života u moru.

### Morski beskičmenjaci
Beskičmrnjaci su u svetskom moru, kao i na kopnu, veoma raznovrsna grupa organizama sa preko milion vrsta. U okeanu žive jedni od najstarijih razdela i reliktni predstavnici određenih razdela. Mogu se naći predstavnici Porifera, Cnidaria poput meduza, morskih sasa i korala, Ctenophora, morski crvi sa razdelima Platyhelminthes, Nemertea, Annelida, Sipuncula, Echiura, Chaetognatha i Phoronida, Mollusca poput morskih puževa, školjki i glavonošaca od kojih su poznate hobotnice i vrsta džinovske lignje Architeuthis dux, Arthropoda sa predstavnicima Chelicerata i Crustacea, Bryozoa, Echinodermata. Beskičmenjaci imaju veliki značaj kao primarni potrošači unutar lanca ishrane.

### Morske gljive
Morske gljive su ekološka grupa, a ne taksonomska kategorija. Za neke morske gljive, oko 800 vrsta, smatra se da isključivo rastu i razmnožavaju se u morskoj sredini. Fakultativne morske gljive su slatkovodne ili kopnene vrste koje mogu rasti i možda se mogu razmnožavati u moru. Trenutno je poznato oko 1500 vrsta morskih gljiva (isključujući vrste izolovane od lišajeva), mada se njima i malo pažnje posvećuje pa bezbroj vrsta nesumnjivo ostaje još uvek neotkriveno. Veliki broj parazitskih vrsta morskih gljiva može se naći na drvetu, sedimentu sa česticama različitih veličina, algama, opalom lišću, morskim travama, koralima, ljušturama mekušaca i  na drugim životinjama na svim širinama i dubinama. Gljivične bolesti morskih životinja i biljaka takođe su predmet velike pažnje. Većina gljivičnih infekcija morskih životinja je teško lečiti i često su fatalne. Mikopatogeni inficiraju ribe, školjke, rakove, korale i hobotnice. Posebno zabrinjavaju gljivični patogeni koji komercijalno štete divljim ili akvakulturnim populacijama dragocenih životinja.

### Morski kičmenjaci

#### Ribe
Ribe slanih voda ili morske ribe predstavljaju najpoznatije stanovnike svetskog mora. Ujedno su ribe i najbrojniji organizmi među kičmenjacima. Ribe mogu živeti usamljenički ili mogu formirati velika jata. Grupe riba koje se mogu naći su: Agnatha – kolouste sa oko 40-50 vrsta koje žive u slanoj vodi (slepulje i zmijuljice), Chondrichthyes – ribe sa hrskavičavim skeletom koje obuhvataju ajkule, raže i himere sa ukupno 1100 slatkovodnih vrsta i Chondrichthyes – ribe sa koštanim skeletom sa oko 13000 slatkovodnih vrsta. Ribe predstavljaju najaktivnije stanovnike mora. Svojim migracijama su u stanju da pređu hiljade i hiljade kilometara. Takođe, treba napomenuti da se ribe poput ajkula nalaze na samom vrhu lanaca ishrane, a da veliki broj vrsta kolousta su ektoparaziti riba. Ovi organizmi su naselili sve delove okeana, pa čak i dubine od 10 000 metara.

#### Vodozemci
Vodozemci se retko povezuju sa morem, možda zbog njihove vrlo propusne kože koja im služi za disanje sprečava ih da se bore protiv osmotskog stresa i dehidracije koji su posledica života u slanim vodama. Danas je poznato svega 144 vrsta vodozemaca koji mogu u nekoj meri podneti uslove živote koje nosi sa sobom morska voda. Najpoznatiji vodozemac za kog se može reći da je stanovnik mora je vrsta Fejervarya can-crivora. U pitanju je vrsta žabe koja se hrani krabama i živi u mangrovima Jugoistočne Azije. Da bi sprečile gubitak vode ove žabe nagomilavaju velike količine uree u svojoj plazmi.

#### Gmizavci
Gmizavci koji nastanjuju more uključuju morske kornjače, morske zmije, morske iguane i morske krokodile. Većina postojećih morskih gmizavaca, osim nekih morskih zmija, su oviparni i moraju se vratiti na kopno da bi položili svoja jaja (morske zmije su ovoviviparne). Tako većina vrsta, osim morskih kornjača, provodi većinu svog života na kopnu ili u blizini, a ne u okeanu. Uprkos svojim morskim adaptacijama, većina morskih zmija više voli plitke vode u blizini kopna, oko ostrva, posebno vodu koja je donekle zaklonjena, kao i u blizini ušća. Neki izumrli morski gmizavci, kao što su ihtiozauri, su nekad dominirali svetskim morem kao što su drugi dinosaursi dominirali kopnom.

#### Ptice
Od otprilike 8700 vrsta ptica svega 300 vrsta ptica zavise od morske sredine. Redovi ptica za koje bi se reklo da se mogu smatrati morskim pticama su pingvini (Sphenisciformes), albatrosi i drugi pripadnici reda Procellariiformes, nesiti (Pelecaniformes) i šljukarice (Charadriiformes).Neke ptice, poput pingvina, provode većinu svog života u moru odlazeći na obalu samo radi reprodukcije i odgajanja svojih mladih. Sa druge strane neke patke, guske za koje je uobičajeno da žive na unutrašnjosti kontinenata, u barama i jezerima, dešava se ponekad da se presele na obalu mora kako bi se nahranile. Sve ptice koje naseljavaju mora su dobri letači sa oštrim vidom, a ptice poput pelikana i albatrosa imaju i velik raspon krila. 

#### Morski sisari
Postoji pet glavnih grupa morskih sisara, kitovi – Cetaceans (zubati kitovi i kitovi pločani), morske krave – Sirenia (dugong i morske krave), perajari – Pinnipedia (prave foke, ušate foke i morževi), morske vidre – Enhydra i polarnog medveda – Ursus maritimus. Od ovih grupa morske krave i kitovi u vodi provode ceo život. Morske krave se mogu naći i u rekama. Kada se rode, kitovi su odmah sposobni da plivaju, dok se mladunci vidri i polarnog medveda tek treba naučiti plivati. Kitovi, iako u velikoj meri ne podsećaju na ostale sisare, predstavljaju toplokrvne organizme koji povremeno izlaze na površinu vode kako bi disali. Najveći kit i ujedino i najveća životinja na svetu je plavi kit – Balaenoptera musculus koji može narasti i preko 33 metara u dužinu. Morske krave su jedini biljojedi među morskim sisarima.

## Morska staništa
Morska staništa se mogu podeliti na priobalna staništa i otvoren okean. Obalna staništa nalaze se na području koje se proteže od obalne linije do ruba kontinentalnog rafa. Većina morskog života nalazi se u priobalnim staništima, iako ta površina  zauzima tek sedam posto ukupne površine okeana. Otvorena okeanska staništa nalaze se u dubokom okeanu, preko ivice kontinentalnog rafa. Alternativno, morska staništa se mogu podeliti na pelagična i demersalna staništa. Pelagična staništa nalaze se u blizini površine ili u otvorenom vodenom stubu, daleko od dna okeana i na njih utiču okeanske struje, dok su privremena staništa blizu ili na dnu. Morska staništa mogu da modifikuju njihovi stanovnici. Neki morski organizmi, poput korala, algi i morskih trava, inženjeri su ekosistema koji preoblikuju morsko okruženje do tačke u kojoj stvaraju dalje stanište za druge organizme.

#### Priobalna zona
Priobalna zone, su područja koja se nalaze blizu obale, neprestano su izložena udarcima talasa i dnevnom smenom plime i oseke. U ovoj zoni može se pronaći ogroman broj organizama. Obalna staništa se protežu od gornjih intertidalnih zona do područja gde počinje vegetacija kopna. Mnoge su vrste su lešinari hraneći se organizmima koje je voda izbacila na obalu ili bliu obale. Mnoge kopnene životinje takođe naseljavaju obalna staništa kada su u potrazi za hranom.

### Estuari
Estuar je levkasti zaliv na ušću reke široko otvoren prema moru. Karakterističan je za niske obale na kojim je kolebanje plime vrlo veliko (od 10 do 20 m).Ušća formiraju tranzicijsku zonu između slatkovodnih rečnih staništa i morskog staništa. Oni podležu i morskim uticajima – poput plima, talasa i priliva slane vode – i rečnim uticajima – kao što su tokovi slatke vode i sedimenta. Promenljivi tokovi morske i slatke vode obezbeđuju visok nivo hranjivih sastojaka i u vodenom stubu i u sedimentu, čineći ušća najproduktivnija prirodna staništa na svetu, iako postoje organizmi koji isključivo naseljavaju slane vode i izbegavaju ovakva staništa.

### Koralni greben
Koralni grebeni poznati su po raznovrsnosti vrsta pri čemu pariraju kišnim šumama. Koralni grebeni su zapravo proizvedeni od organizama koji žive na njima. Čitav greben, koji može da se proširi na stotine kilometara, prvenstveno je sastavljen od sićušnih morskih koralnih polipa. Ove male kolonijalne životinje polako proizvode masivnu karbonatnu infrastrukturu samog grebena, na kom i u kojem živi ogroman niz drugih organizama. Najpoznatije vrste grebena su tropski koralni grebeni koji postoje u većini tropskih voda, međutim, grebeni mogu da postoje i u hladnoj vodi. Obično rastu na vrhu kamenitog izdanaka na okeanskom dnu. Grebeni mogu da rastu i na drugim površinama, što je omogućilo stvaranje veštačkih grebena. Koralni grebeni takođe poseduju ogromnu životnu zajednicu organizama počevši od sunđera i samih korala, preko mekušaca i morskih crva, pa sve do velikog broja vrsta riba koje su tu našle utočište. Poznato je da korali koji grade grebene žive u simbiozi sa fotosintetičkim dinoflagelatama. Alga obezbeđuje koralu produkte fotosinteze, a koral algi povoljne uslove za vršenje fotosinteze.
Danas se u morskoj biologiji stavlja akcenat na koralnim grebenima zbog antropogenog uticaja na svetsko more i globalnog zagrevanja. Naime, zagađivanjem mora i porastom temperature svetskog mora došlo do masovnog odumiranja simbiotskih algi u koralima. Ta pojava se naziva izbeljivanje korala. Kako alge odumiru tako korali dobijaju sve bleđu i bleđu nijansu i na kraju sami odumiru.

### Dubinska zona i rovovi
Najdublji zabeleženi okeanski rov do danas izmeren je Marijanski rov, blizu Filipina u Tihom okeanu na dubini od 10.924 m. Na takvim dubinama pritisak vode je ekstreman i nema sunčeve svetlosti, ali život i dalje postoji. Američka ekspedicija koja se 1960. godine podmornicom sputila na dno pronašla je meduzu i ribu pljosnaticu. Generalno, smatra se da dubinska zona počinje u afotičnoj zoni, mestu gde sunčeva svetlost gubi moć prenošenja kroz vodu. Mnogi životni oblici koji žive na ovim dubinama imaju sposobnost stvaranja sopstvene svetlosti poznate kao bioluminiscencija. Primer za to je vrsta ribe Melanocetus johnsonii. Takođe neki predstavnici dinoflagelata poseduju moć bioluminiscencije.

## Discipline unutar morske biologije
Morski ekosistem je veliki, tako da postoji puno podpolja morske biologije. Većina njih uključuje proučavanje određenih grupa organizama, kao što su algologija, zoologija beskičmenjaka i ihtiologija. Druga podpolja proučavaju fizičke efekte kontinuiranog uranjanja u morsku vodu i okean uopšte, prilagođavanje slanom okruženju i efekte promene različitih okeanskih svojstava na morski život. Podpolje morske biologije proučava odnose između okeana i okeanskih organizama, te globalnog zagrevanja i problema zaštite životne sredine (poput emisije ugljen-dioksida). Morska biotehnologija se uglavnom fokusira na morske biomolekule, posebno proteine, koji mogu imati koristi u medicini ili inženjerstvu.

### Srodne nauke
Morska biologija kao grana biologije je usko povezana sa okeanografijom i može se posmatrati kao podpolje nauke o moru. Takođe obuhvata mnoge ideje iz ekologije. Ribarstvo i očuvanje mora mogu se smatrati ogrankom morske biologije (kao i ekološke studije). Pomorska hemija, fizička okeanografija i atmosferske nauke usko su povezane sa ovom oblasti.

## Literatura
- Morrissey, John; Sumich, James (2012). Introduction to the Biology of Marine Life. Jones & Bartlett Publishers. ISBN 9780763781606.
- Morrissey, John; Sumich, James (2012). Introduction to the Biology of Marine Life. Jones & Bartlett Publishers. ISBN 978-0-7637-8160-6.
- Guthrie, W. K. C. (1981). A History of Greek Philosophy..
- Gmelin S G (1768) Historia Fucorum Ex typographia Academiae scientiarum, St. Petersburg.
- Ward, Ritchie R. Into the ocean world; the biology of the sea. 1st ed. New York: Knopf; [distributed by Random House], 1974: 161
- Anderson, Genny. "Beginnings: History of Marine Science"

## Spoljašnje veze
- Smithsonian Ocean Portal
- Marine Conservation Society
- Morska biologija на веб-сајту  (језик: енглески)
- „Marine Ecology - an evolutionary perspective”. Архивирано из оригинала 11. 01. 2013. г. Приступљено 14. 09. 2019.
- Marine Ecology. 32. 2011. doi:10.1111/mae.2011.32.issue-s1 http://onlinelibrary.wiley.com/doi/10.1111/mae.2011.32.issue-s1/issuetoc. Недостаје или је празан параметар |title= (помоћ)
- Creatures of the deep ocean – National Geographic documentary, 2010.
- Exploris
- Freshwater and Marine Image Bank - From the University of Washington Library
- „Marine Training Portal”. Архивирано из оригинала 30. 06. 2016. г. Приступљено 14. 09. 2019. - Portal grouping training initiatives in the field of Marine Biology